# Европеец (газета, 1864)
«Европе́ец» — политико-литературная газета, издававшаяся в Дрездене в 1864 году.

## История
Политико-литературная газета «Европеец» издавалась в Дрездене с 7 февраля по 7 июня 1864 года. Всего вышло 10 номеров.
Издавал и редактировал газету русский писатель и журналист Л. П. Блюммер, выехавший в 1861 году за границу, где сблизился с А. И. Герценом, Н. П. Огарёвым и другими русскими эмигрантами.
Девиз газеты: «Добро через правду».
Неясность политической программы газеты вызвала критическое выступление на страницах «Колокола» (№ от 1 марта 1864). В том же году газета прекратила своё существование.